# Ahyi
L'Ahyi est un volcan sous-marin des îles Mariannes du Nord.

## Géographie
Il est situé à une vingtaine de kilomètres au sud-est de Farallon de Pajaros, l'île la plus septentrionale des îles Mariannes du Nord.

## Histoire
Sa dernière éruption s'est déroulée du 18 novembre 2022 au 11 juin 2023.